# Грасиас, Освальд
Освальд Грасиас (англ. Oswald Gracias; род. 24 декабря 1944, Бомбей, Индия) — индийский кардинал. Титулярный епископ Бладии и вспомогательный епископ Бомбея с 28 июня 1997 по 7 сентября 2000. Архиепископ Агры c 7 сентября 2000 по 14 октября 2006. Архиепископ Бомбея с 14 октября 2006 по 25 января 2025. Кардинал-священник с титулом церкви Сан-Паоло-делла-Кроче-а-Корвиале с 24 ноября 2007.